# -broich
Die Endung -broich (mit nicht zu sprechendem Dehnungs-i, überwiegend Brooch [ˈbʁoːχ] ausgesprochen) ist Bestandteil vieler – meist rheinischer – Ortsnamen und bedeutet Bruch oder Sumpf-Landschaft. Die, wenn auch umstrittene, Vaskonische Hypothese lautet, dass sie aus vorgermanischer Zeit stammt; es gibt aber auch die Hypothese eines keltischen Ursprungs.

## Orte und Ortsteilen (in alphabetischer Reihenfolge, ggf. der Hauptorte)
- Bergisch Gladbach-Bärbroich
- Dormagen-Hackenbroich
- Düsseldorf-Lichtenbroich
- Düsseldorf-Mörsenbroich
- Gangelt-Langbroich
- Gangelt-Broichhoven
- Geilenkirchen-Kogenbroich
- Grevenbroich („Bruchlandschaft der Grafen“)
- Hennef-Dambroich
- Herschbroich
- Horrem-Neu-Bottenbroich
- Hüls-Orbroich
- Kaarst-Broicherdorf
- Kaarst-Broicherseite
- Kempen-Schmalbroich
- Korschenbroich
- Korschenbroich-Herzbroich
- Korschenbroich-Kleinenbroich
- Korschenbroich-Raderbroich
- Korschenbroich-Neersbroich
- Korschenbroich-Trietenbroich
- Kreuzau-Langenbroich
- Leverkusen Schloss Morsbroich
- Mönchengladbach-Bonnenbroich
- Mönchengladbach-Hardterbroich
- Mönchengladbach-Neersbroich
- Mönchengladbach-Zoppenbroich
- Monschau-Imgenbroich
- Ratingen-Tiefenbroich
- Sankt Augustin-Schmerbroich
- Simmerath-Huppenbroich
- Simmerath-Rollesbroich
- Wegberg-Tüschenbroich
- Würselen-Broichweiden